# Barbara von Brandenburg (1527–1595)

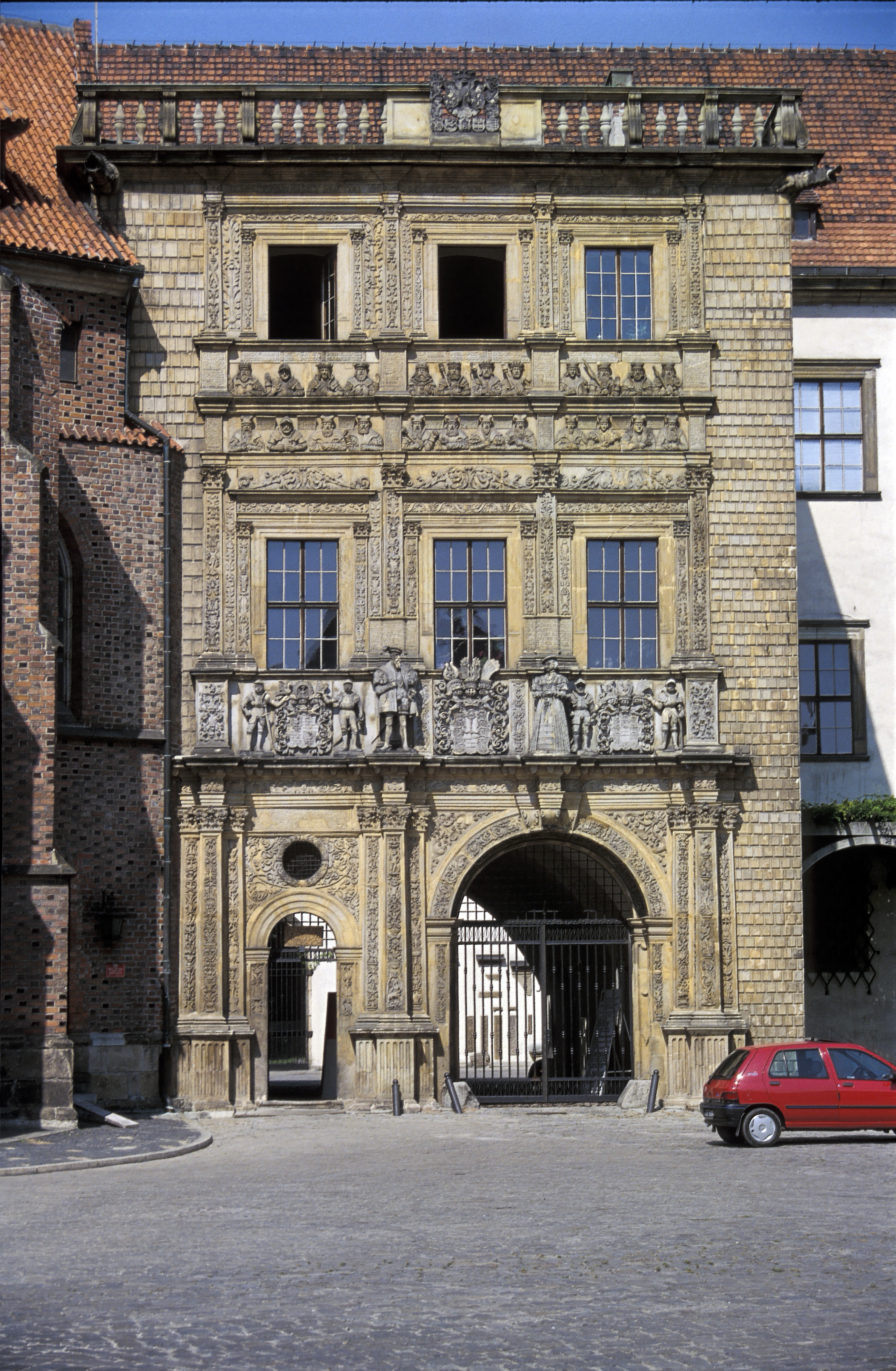
Schlossportal in Brzeg mit der lebensgroßen plastischen Darstellung Barbaras und ihres Gemahls Georg II.

Barbara von Brandenburg (* 10. August 1527 in Berlin; † 2. Januar 1595 in Brieg) war eine Prinzessin von Brandenburg und durch Heirat Herzogin des niederschlesischen Herzogtums Brieg.

## Leben
Barbara war die älteste Tochter des brandenburgischen Kurfürsten Joachim II. aus dessen Ehe mit Magdalene, Tochter des Herzogs Georg von Sachsen. 
Am 15. Februar 1545 wurde sie in Berlin mit dem Brieger Herzog Georg II. vermählt. Die Verlobung hatte schon acht Jahre früher im Rahmen der brandenburgischen Erbverbrüderung mit dem Liegnitzer Zweig der Schlesischen Piasten zwischen Kurfürst Joachim II. und Herzog Friedrich II. von Liegnitz stattgefunden. Die Vermählung wurde als Doppelhochzeit gleichzeitig mit der ihres Bruders Johann Georg mit Sophie, der Schwester von Barbaras Bräutigam gefeiert. Barbaras Mitgift betrug 20.000 Rheinische Gulden, für die ihr als Leibgedinge Amt und Stadt Brieg überschrieben wurden.
Nach dem Tod seines Vaters Friedrich II. 1547 übernahm Georg II. die Liegnitzer Teilfürstentümer Brieg und Wohlau. Als er 1586 starb, vermachte er seiner Frau Barbara als Wittum die Stadt Brieg, über die sie bis zu ihrem Tode herrschen sollte. Das so verkleinerte Herzogtum Brieg erhielt der ältere Sohn Joachim Brieg, während Wohlau dem jüngeren Sohn Johann Georg zufiel. Das Herzogtum Ohlau regierten sie gemeinsam. Da die Brieger Residenz ihrer Mutter zustand, residierten sie zunächst in Ohlau. Nach Barbaras Tod 1595 fiel die Stadt Brieg ihrem Sohn Joachim Friedrich zu, an den bereits ein Jahr vorher Ohlau übergegangen war, das seit Johann Georgs Tod 1592 seiner Witwe Anna von Württemberg als Wittum gehört hatte. 
Die Regierungszeit Barbaras gehört zur Blütezeit der Stadt Brieg.
Am Torbogen des Brieger Schlosses befinden sich zwei überlebensgroße Rundplastiken. Sie stellen Herzogin Barbara in der fürstlichen Frauentracht ihrer Zeit und ihren Mann Herzog Georg II. dar.

## Nachkommen
Aus ihrer Ehe hatte Barbara folgende Kinder:
- Barbara (1548–1565)
- Joachim Friedrich (1550–1602), Herzog von Brieg, Ohlau und Liegnitz

⚭ 1577 Prinzessin Anna Maria von Anhalt (1561–1605)
- Johann Georg (1552–1592), Herzog von Ohlau und Wohlau

⚭ 1582 Prinzessin Anna von Württemberg (1561–1616)
- Sophia (1556–1594)
- Magdalena (1560–1562)
- Tochter (*/† 1561)
- Elisabeth Magdalena (1562–1630)

⚭ 1585 Herzog Karl II. von Münsterberg-Oels (1545–1617)